# Diastatomma
Diastatomma é um género de libelinha da família Gomphidae.
Este género contém as seguintes espécies:
- Diastatomma bicolor